# Les Fonts (Calce)

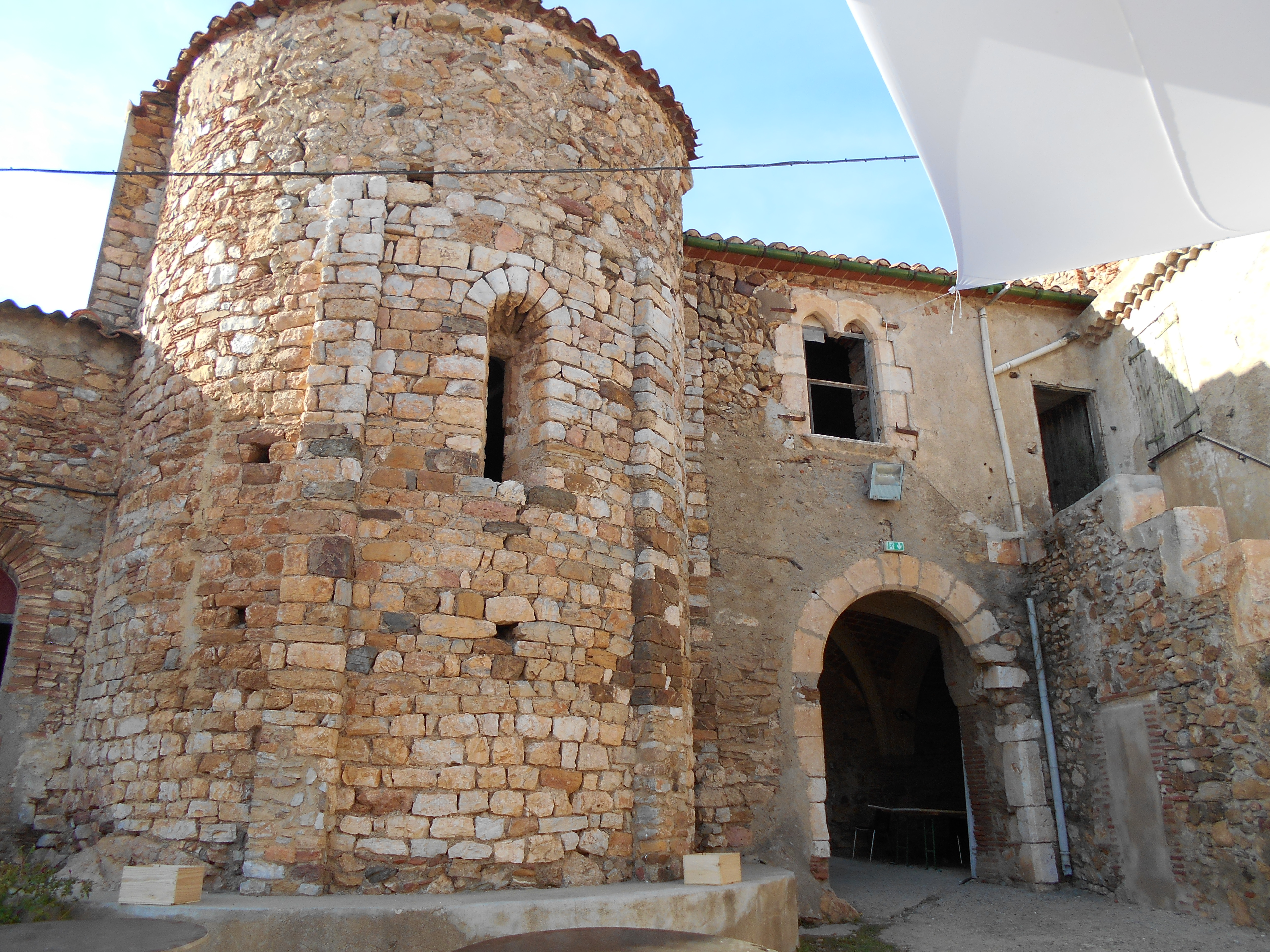
Pati de les Fonts, poble-castell

Les Fonts és actualment un conjunt d'edificis anomenat Mas de les Fonts del poble rossellonès de Calce, a la Catalunya del Nord, vestigi de l'antic llogaret d'aquest nom.
Està situat en el terç meridional del seu terme, uns 2 quilòmetres al sud-sud-oest del poble de Calce.

## L'antic poble de les Fonts

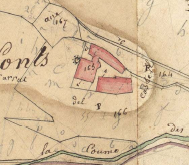
Les Fonts en el Cadastre napoleònic del 1812 (Arxius Departamentals dels Pirineus Orientals)

L'indret és esmentat ja al 898, amb el nom de villariunculo de Fonte Tentenata; el nom sembla al·ludir a una font de poc cabal, i potser intermitent al llarg de l'any. El 1119 el poble és documentat en una butlla del Papa Gelasi II, fent-ne atribució a l'abadia de la Grassa. Durant l'edat mitjana es tractà d'una senyoria de la família Desfonts (posseïdora del castrum de Fontibus, esmentat el 1273); senyoria que era independent de la del poble principal (que fou dels reis de Mallorca a començaments del segle xiv, per passar posteriorment a mans de Bernat de So (1335), del cavaller Arnau de Ventiola (1370), a la família Vivier (1432) i finalment a la família Oms, fins a la Revolució). El 1424 es registraven a les Fonts 12 focs, cosa que el feia un poble d'una certa entitat; al fogatge del 1515, però, ja no se l'individualitza. En l'actualitat, vora el lloc de les Fonts hom explota una pedrera de marbre.
El lloc havia estat fortificat com a castell entre els segles XII al XV. En el present és de propietat municipal i comprèn l'església de Santa Maria de les Fonts, construïda a començaments del segle xii en estil romànic. El conjunt va ser declarat monument històric de França el 1993.